# Pont Saint-Louis (Mont-de-Marsan)
Ne doit pas être confondu avec le pont Saint-Louis de Paris, ou le pont Saint-Louis-de-Gonzague au Québec.
Le pont Saint-Louis est un ouvrage d'art situé sur la commune de Mont-de-Marsan, dans le département français des Landes.

## Présentation
Le pont, nommé d'après Saint-Louis, est construit en 1973 sur le cours de la Midouze en remplacement de l'ancienne passerelle de Rigole, achevée en 1890 pour relier le quartier de Saint-Jean-d'Août à celui de la route de Bayonne. Malgré son nom de « passerelle » (de Saint-Jean-d'Août, Saint-Louis ou de Rigole), l'ouvrage permettait le passage de tous types de véhicules. Le bâtiment situé 1 place Saint-Louis au pied de la passerelle dans l'entre-deux-guerres était le bordel de Mont-de-Marsan. Les habitants l'appelaient « la passerelle ». Réquisitionné par les Allemands pendant l'Occupation de la ville, il ferme consécutivement à l'adoption de la loi Marthe Richard en 1946. L'ancienne cale de Peyrère, jadis située au niveau de l'actuel pont Saint-Louis, a de nos jours disparu.

## Galerie

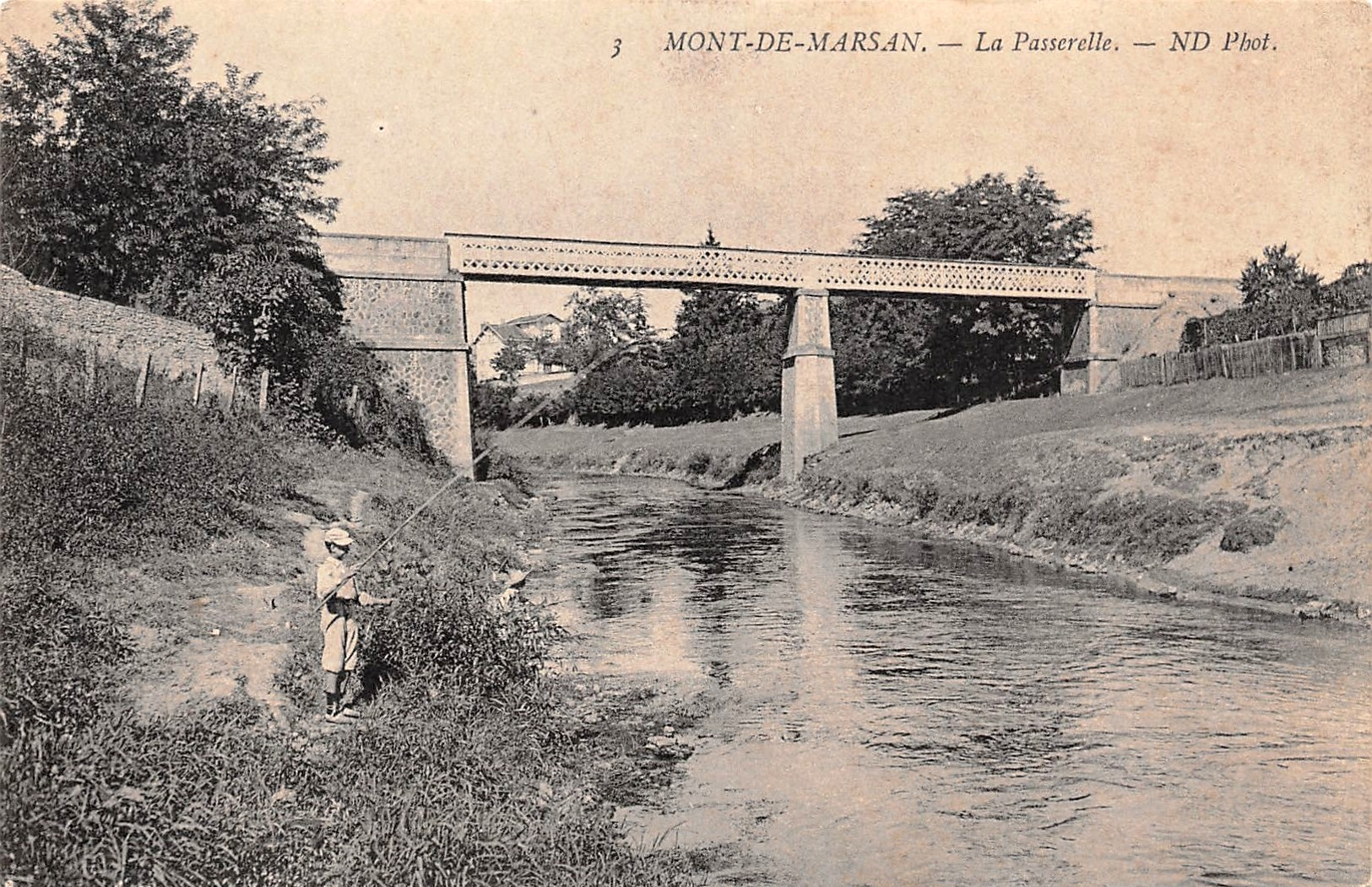
La passerelle de Rigole, avant l'actuel pont Saint-Louis
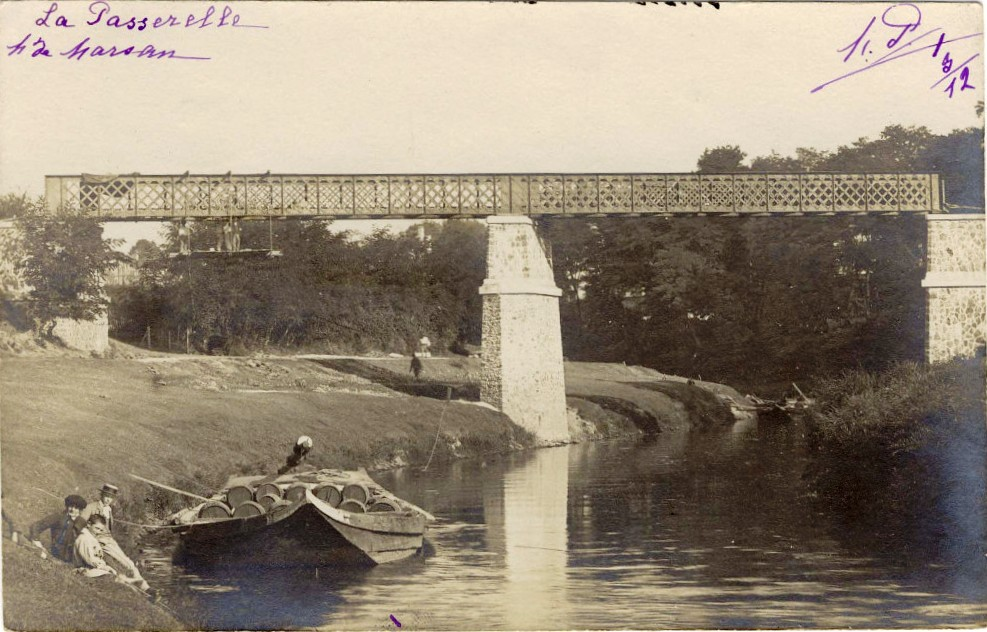